# Янтарь-холл
«Янтарь-холл» — многофункциональный концертный комплекс, расположенный на берегу Балтийского моря в городе Светлогорск Калининградской области России. Открыт в 2015 году.

## История
Строительство театра эстрады началось в 2008 году по инициативе тогдашнего губернатора Калининградской области Георгия Бооса. Был возведён фундамент, однако с уходом Бооса в 2010 году объект остался недостроенным. Новое руководство Калининградской области заявляло о необходимости переноса места строительства в связи с тем, что арматура фундамента пришла в негодность. Однако после введения Латвией санкций против ряда российских граждан в 2014 году и возникновения сложностей при проведении российских музыкальных конкурсов в Юрмале было решено возобновить строительство и закончить его в год проведения новых губернаторских выборов.
За время строительства проект театра неоднократно изменялся.
По инициативе губернатора Николая Цуканова в сети Интернет был проведен конкурс на лучшее название театра. Победило название «Амбер-холл», но губернатор решил дать сооружению другое название — «Янтарь-холл».
Первое мероприятие — областной фестиваль КВН на кубок губернатора Калининградской области — состоялось 13 июня 2015 года.

## Описание
«Янтарь-холл» расположен по адресу: 238560, Калининградская область, город Светлогорск, улица Ленина, дом 11.
В здании расположен зрительный зал вместимостью две тысячи мест, кинотеатр, конференц-зал премиум класса, филиал Музея Мирового океана, культурно-деловой и ресторанно-развлекательный блок.
Театр эстрады — капитальное каркасно-монолитное с монолитными железобетонными перекрытиями здание. Стены бетонные, кирпичные и стеклянные. Фасад навесной из мрамора, кровля — металлическая фальцевая и стеклянная. Общая площадь сооружения 29 тыс. м2.
Облицовка стен и полов сделана из гранитной и керамической плитки. Стены и потолок в зрительном зале выполнены из эко-фона.
Зрительный зал оборудован современным стационарным световым и звуковым оборудованием с 12-метровым светодиодным экраном, выдвижной телескопической трибуной, сценой с первоклассным механическим и электротехническим оборудованием. Оркестровая яма фиксируется в трёх положениях. Общая площадь благоустройства «Янтарь-холла» с парком «Времена года» более 33 тыс. м2, в том числе замощено клинкерной плиткой 16,5 тыс. м². Площадь галереи театра под стеклянной крышей составляет 800 м2.
В зрительном зале 6 рядов в партере, 18 рядов в амфитеатре и 8 рядов на балконе
25 июля 2015 года губернатор Калининградской области Николай Цуканов и президент КВН Александр Масляков провели экскурсию по театру и отчитались об открытии перед президентом России В. Путиным.

## «Голосящий КиВиН»
- С 17 по 19 июля 2015 года в Янтарь-холле прошёл 21-й музыкальный фестиваль КВН, в котором приняли участие 20 команд[11].
- С 15 по 17 июля 2016 года в театре эстрады был проведен 22-й музыкальный фестиваль КВН, в котором приняли участие 23 команды[12].
- С 21 по 23 июля 2017 года в Янтарь-холле прошёл 23-й музыкальный фестиваль КВН, в котором приняли участие 17 команд.[13].
- С 20 по 22 июля 2018 года в театре эстрады был проведен 24-й музыкальный фестиваль КВН, в котором приняли участие 15 команд[14].
- С 19 по 21 июля 2019 года в Янтарь-холле прошел 25-й музыкальный фестиваль КВН, в котором приняли участие 17 команд.
- 28 и 29 августа 2020 года в Янтарь-холле прошел 26-й музыкальный фестиваль КВН, в котором приняли участие 16 команд.
- 16 и 17 июля 2021 года в Янтарь-холле прошел 27-й музыкальный фестиваль КВН, в котором приняли участие 18 команд.
- 7 и 8 августа 2022 года в Янтарь-холле прошел 28-й музыкальный фестиваль КВН, в котором приняли участие 24 команды.
- 29 и 30 июля 2023 года в Янтарь-холле прошёл 29-й музыкальный фестиваль КВН, в котором приняли участие 12 команд.